# Franciszek Górski (botanik)
Franciszek Górski (ur. 6 sierpnia 1897 w Woli Pękoszewskiej, zm. 7 stycznia 1989 w Krakowie) – botanik polski, profesor Uniwersytetu Jagiellońskiego, członek Polskiej Akademii Nauk.

## Życiorys
Był synem Konstantego Mariana (krytyka i historyka sztuki) i Antoniny z Chłapowskich, prawnukiem generała Franciszka Górskiego. Uczęszczał do Gimnazjum im. Sobieskiego w Krakowie (do 1914), następnie do gimnazjum klasycznego w Lozannie (1914–1916). Studiował ekonomię na uniwersytecie w Genewie (1916–1920, nie ukończył), prawo na Uniwersytecie Poznańskim (1920–1923) oraz botanikę na Uniwersytecie Jagiellońskim (1924–1929). Wśród jego wykładowców na UJ byli Kazimierz Rouppert i Władysław Szafer. Służył ochotniczo w Wojsku Polskim w czasie wojny polsko-radzieckiej. W 1930 obronił na UJ doktorat (na podstawie pracy Sur la precision de la methode de la numeration des bulles dans les recherches de photosynthese) i został starszym asystentem w Katedrze Botaniki Ogólnej. Habilitował się z dniem 12 lipca 1938 (praca Badania nad pobieraniem izomerów optycznych kwasu winowego przez kropidlaka Aspergillus fumigatus), był tam docentem.
Po wybuchu II wojny światowej brał udział w działaniach wojennych w ramach kampanii wrześniowej. W listopadzie 1939 znalazł się w gronie aresztowanych pracowników nauki Uniwersytetu Jagiellońskiego (Sonderaktion Krakau) i do lutego 1940 był więziony, m.in. w obozie koncentracyjnym Sachsenhausen. Po uwolnieniu pracował jako inspektor w dziale łąk i pastwisk w Krakowskiej Izbie Rolniczej oraz uczestniczył w konspiracyjnym nauczaniu w ramach tajnego Uniwersytetu Jagiellońskiego. Kontynuował pracę na stanowisku docenta w Katedrze Botaniki Ogólnej po wojnie, w 1947 został mianowany profesorem nadzwyczajnym i kierownikiem Katedry Fizjologii Roślin. Profesorem zwyczajnym był od 1956; w latach 1956–1959 pełnił funkcję dziekana Wydziału Biologii i Nauk o Ziemi. Przeszedł na emeryturę w 1967.
Współpracował również z innymi jednostkami naukowymi. W latach 1956–1968 kierował Zakładem Fizjologii Roślin PAN (oraz Pracownią Fotofizjologii tego zakładu), a następnie (1968–1981) przewodniczył jego Radzie Naukowej. Był również profesorem w Zakładzie Flory Polskiej (1962–1963) i przewodniczącym Rady Naukowej (1971–1982) Instytutu Botaniki PAN. Wykładał fizjologię roślin w Wyższej Szkole Pedagogicznej w Katowicach (1946–1947).
W 1962 został powołany na członka korespondenta PAN, w 1969 na członka rzeczywistego PAN. Był wiceprezesem Polskiego Towarzystwa Botanicznego (1967–1973, 1973 członek honorowy). W 1988 członkostwo honorowe nadało mu Polskie Towarzystwo Przyrodników im. Kopernika, otrzymał również doktorat honoris causa Akademii Rolniczej w Krakowie (1981).

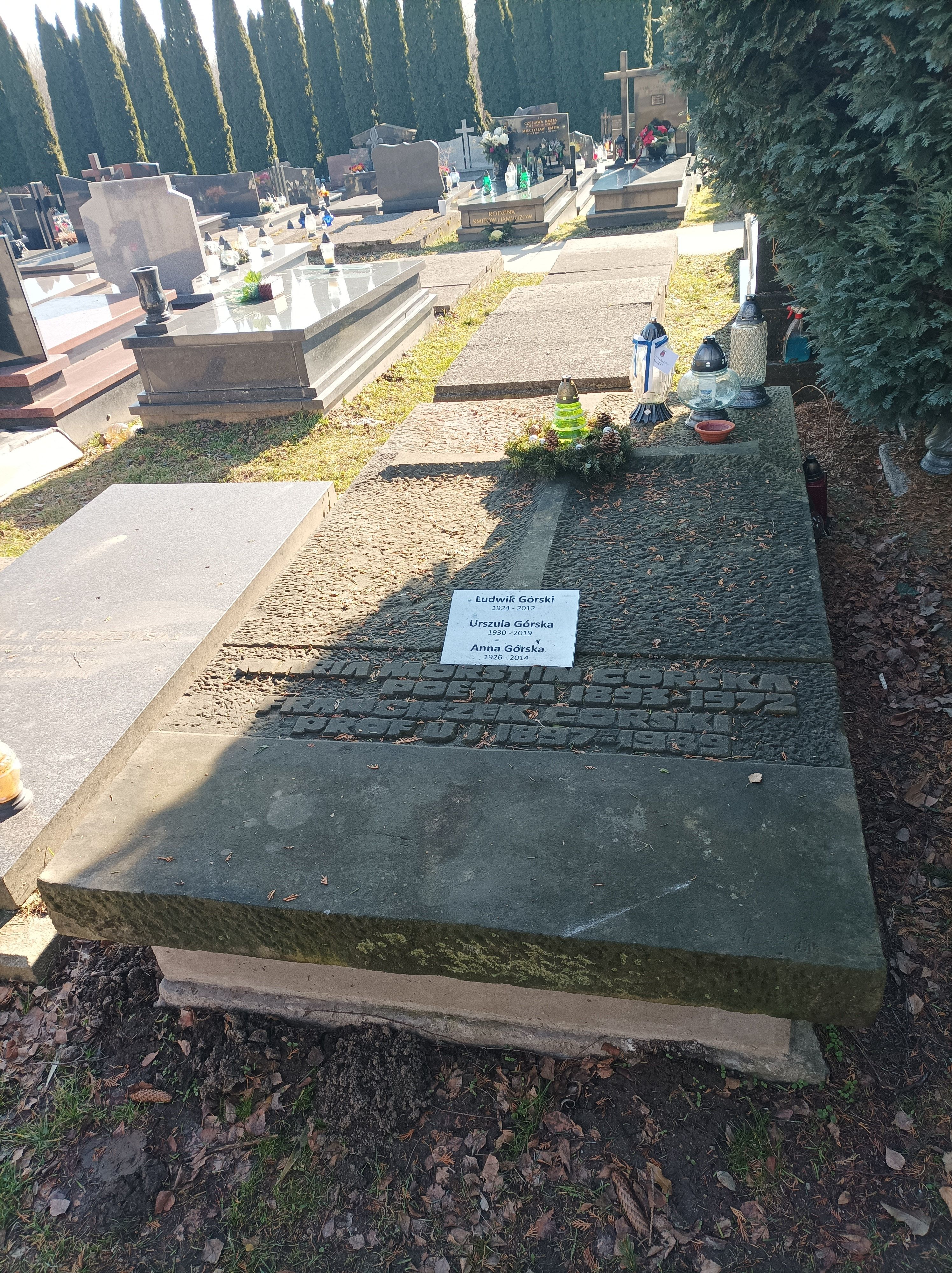
Grób Marii Morstin-Górskiej i Franciszka Górskiego na cmentarzu Salwatorskim w Krakowie

W pracy naukowej zajmował się fizjologią roślin, cytologią roślin, metodyką badań biochemicznych, biochemią porównawczą oraz biochemią nukleotydów. Opublikował m.in.:
- Jak odżywiają się rośliny zielone (1948)
- Zarys fizjologii roślin (1955–1959, 3 części)
- Fizjologia roślin (1962)
- Struktura żywej materii (1963)
- A Comparison of the Watson-Crick DNA Structural Model with the New „Side by Side” Model (1980)

Od 28 sierpnia 1923 był mężem Marii Morstin-Górskiej, z którą miał syna Ludwika Konstantego i córkę Annę Górską (1926–2014).
Zmarł w Krakowie, pochowany w grobie rodzinnym na cmentarzu Salwatorskim (sektor SC14-1-11).

## Ordery i odznaczenia
- Krzyż Komandorski Orderu Odrodzenia Polski (1984)
- Złoty Krzyż Zasługi (28 września 1954)[5]
- Medal 10-lecia Polski Ludowej (15 stycznia 1955)[6]
- Złota Odznaka „Za Pracę Społeczną dla miasta Krakowa” (27 października 1969)[7]